# Charles John Andersson

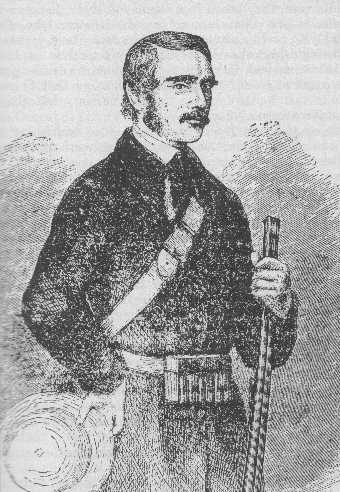
Charles John Andersson.

Charles John Andersson (Karl Johan) (Värmland, 4 maart 1827 – Omutwe-Onjambu (Angola), 5 juli 1867) was een Zweeds avonturier, ontdekkingsreiziger, schrijver, jager en handelaar. Hij was de zoon van de Engelse jager Llewellyn Lloyd en diens Zweedse dienstmeisje. Andersson is het meest bekend geworden door vele boeken die hij over zijn reizen heeft gepubliceerd, en was een van de opmerkelijkste ontdekkingsreizigers van zuidelijk Afrika, vooral het huidige Namibië.

## Biografie
Andersson groeide op in Zweden en begon zijn studie in 1847 aan de universiteit van Lund. Hij verzamelde objecten uit de natuur. In 1849 vertrok hij naar Londen en probeerde daar zijn verzameling natuurschatten te verkopen om zo geld bijeen te sparen voor een ontdekkingsreis. Hij kwam in contact met de Engelse ontdekkingsreiziger Francis Galton en samen ondernamen zij een expeditie naar zuidelijk Afrika.

### Reizen
Op 21 juni 1850 arriveerden ze in Kaapstad en vandaar reisden ze naar Walvisbaai in het huidige Namibië. In die tijd was het binnenland van Namibië een slechts door zeer weinig Europeanen bezocht gebied. Gezamenlijk poogden ze het Ngamimeer te bereiken, maar zover kwamen ze niet. Terwijl Galton terugkeerde naar Engeland, bleef Andersson in het gebied en alleen slaagde hij er in 1853 in het Ngamimeer te bereiken. In 1855 keerde hij terug in Londen waar hij zijn boek "Lake Ngami, or Explorations and Discoveries in the Wilds of Southern Africa" publiceerde.
In hetzelfde jaar keerde Andersson terug naar Afrika waar hij als manager werkte voor de mijnindustrie. Hij bekleedde deze positie slechts kort en zette spoedig zijn expedities voort. In 1859 bereikte hij de rivier de Okavango, een expeditie waarover hij het boek The Okavango River, a Narrative of Travel, Exploration and Adventure schreef.
Hij trouwde hierna in Kaapstad en vestigde zich met zijn vrouw in Otjimbingwe. Andersson kampte vaak met financiële problemen. Naast de inkomsten uit zijn expedities had hij ook verdiensten uit de handel en de jacht. Gezien zijn gebrek aan geld had hij ook problemen om zijn boeken te publiceren. Hij probeerde bijvoorbeeld geld te lenen van Galton die hem echter afwees.

### Overlijden
In 1867 reisde Andersson opnieuw naar het noorden om via Portugese nederzettingen in Angola betere communicatiekanalen met Europa te vinden en zijn handel gemakkelijker te maken. Hij slaagde er niet in om de rivier de Kunene over te steken en werd gedwongen om terug te keren. Op de terugweg stierf hij op 9 juli 1867. Hij werd begraven in Namibië door een andere Zweed, Axel Ericsson.
Na zijn dood publiceerde zijn vader aantekeningen van sommige van zijn expedities.

## Publicaties
- Charles John Andersson, "Explorations in South Africa, with the Route from Walfisch Bay to Lake Ngami". Journal of the Royal Geographical Society (25): pp. 79-107, 1855
- Charles John Andersson, Lake Ngami, or Explorations and Discoveries in the Wilds of Southern Africa, Londen 1856
- Charles John Andersson, The Okavango River, a Narrative of Travel, Exploration and Adventure, 1861
- Charles John Andersson, The Lion and the Elephant, 1873
- Charles John Andersson, Notes of Travel in South-Western Africa, 1875

### Uitgegeven brieven en correspondentie
- Charles John Andersson, The Matchless Copper Mine in 1857: Correspondence of Manager C. J. Andersson, bewerkt door Brigitte Lau, Windhoek, National Archives, Namibië (1987)
- Charles John Andersson, Trade and Politics in Central Namibia 1860-1864: Diaries and Correspondence, Windhoek, Archives Services Division, Department of National Education (1989)

### Publicaties over Andersson
- J.P.R. Wallis (1936), Fortune my Foe: The Story of Charles John Andersson, African Explorer 1827-1867
- Bo Bjelfvenstam (1994), Charles John Andersson: Upptäckare, jägare, krigare Explorer 1827-1867 (in het Zweeds).